# Казаковка (Думиничский район)
Казако́вка — деревня в Думиничском районе Калужской области.

## История
В Списке населенных мест Калужской губернии 1914 года (Жиздринский уезд) Казаковка не значится. Но, наверное, в то время уже существовала — потому что позже числилась не как поселок, а как деревня. Её основали жители соседних нас. пунктов — Дяглева или Песочни.
В 1940 г. в деревне было 8 крестьянских дворов (согласно карте Генштаба).
В 1930-е гг. образован колхоз «Правда». В 1950 он присоединен к колхозу «Ленинец» (д. Песочня), а в 1958 — к вертненскому колхозу «Новая Заря».
Деревня входит в приход с. Усты Сухиничского района.
Последний постоянный житель умер в 2007 г. С тех пор в Казаковке живут только дачники.